# Casapueblo

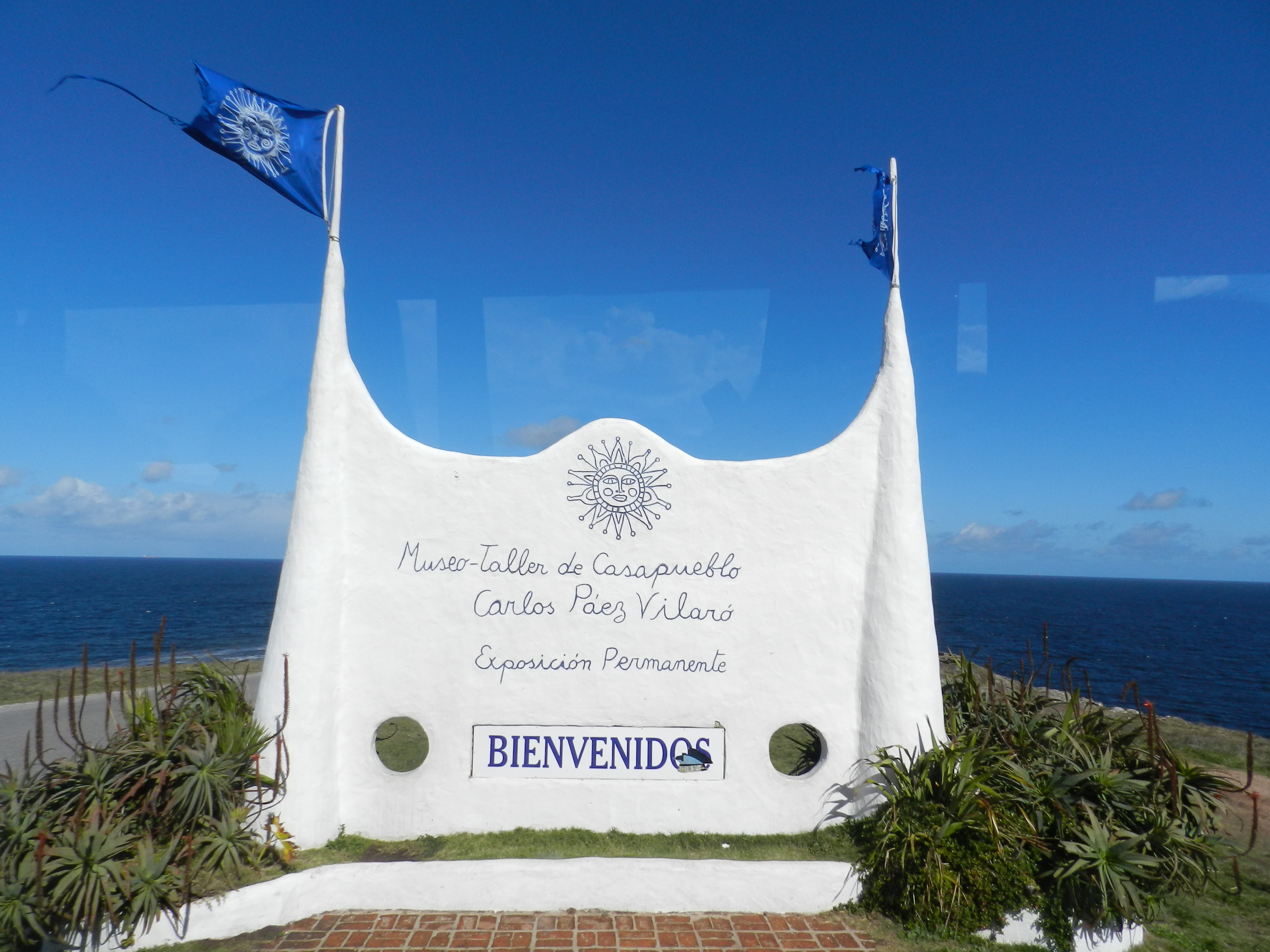
Casapueblo

Casapueblo (sp. Haus des Volkes/Dorfs) ist das Haus des bekannten uruguayischen Künstlers Carlos Páez Vilaró. Zu dem Haus gehören noch ein Museum, eine Kunstgalerie, ein Hotel und ein Restaurant. Der gesamte Gebäudekomplex ist im Stil griechischer Inseldörfer gehalten und erinnert in seiner Gebäudekaskade ein wenig an Santorini. Es liegt in der Nähe von Punta del Este in Punta Ballena in Uruguay.
Das Haus ist eine Hommage an Carlitos Paéz, den Sohn des Künstlers, der im Alter von 18 Jahren zusammen mit 15 anderen Leidensgenossen, nach dem Absturz der Uruguayan-Air-Force 571 am 13. Oktober 1972, zwei Monate im Schnee der Anden überlebte.

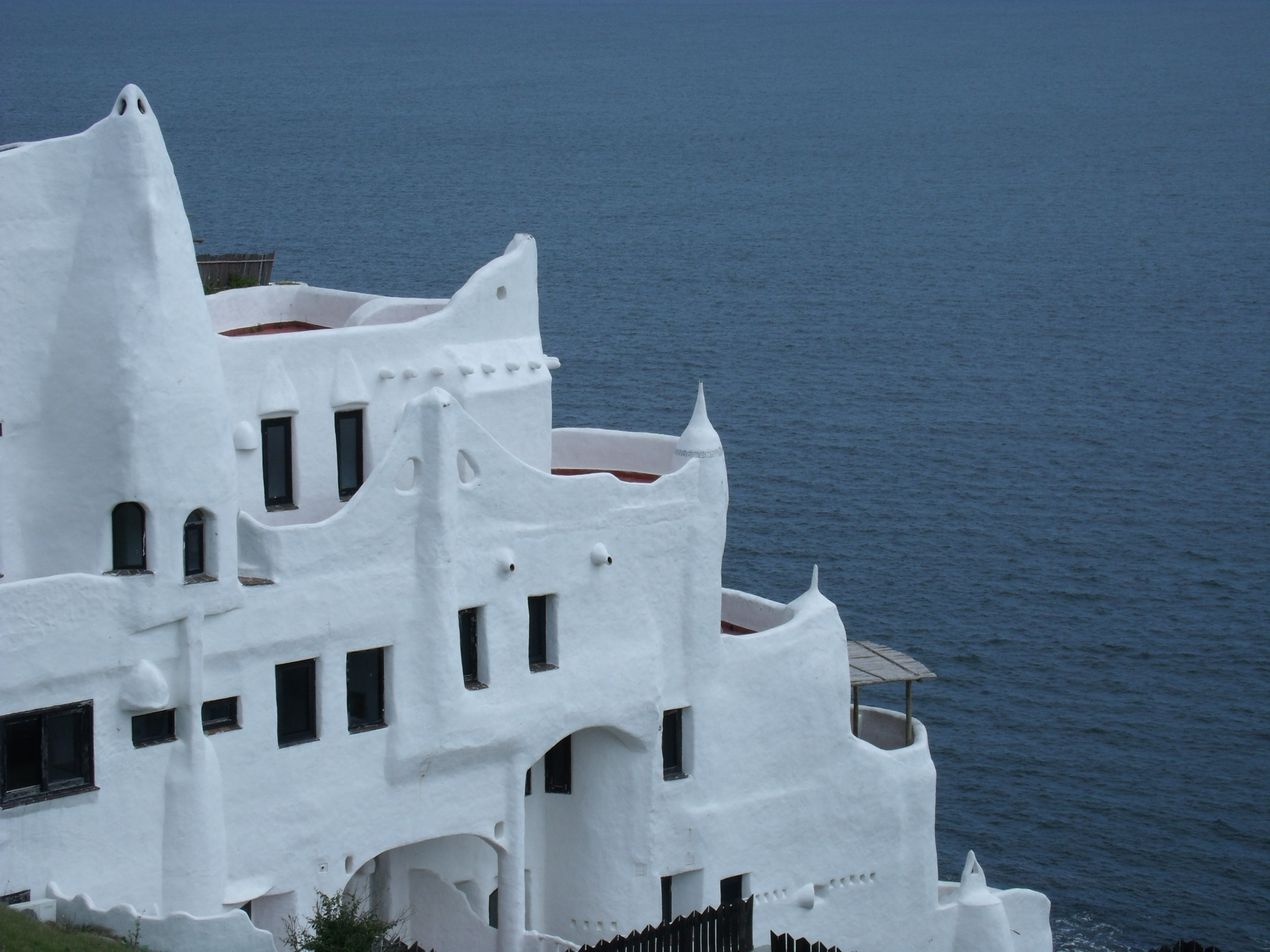
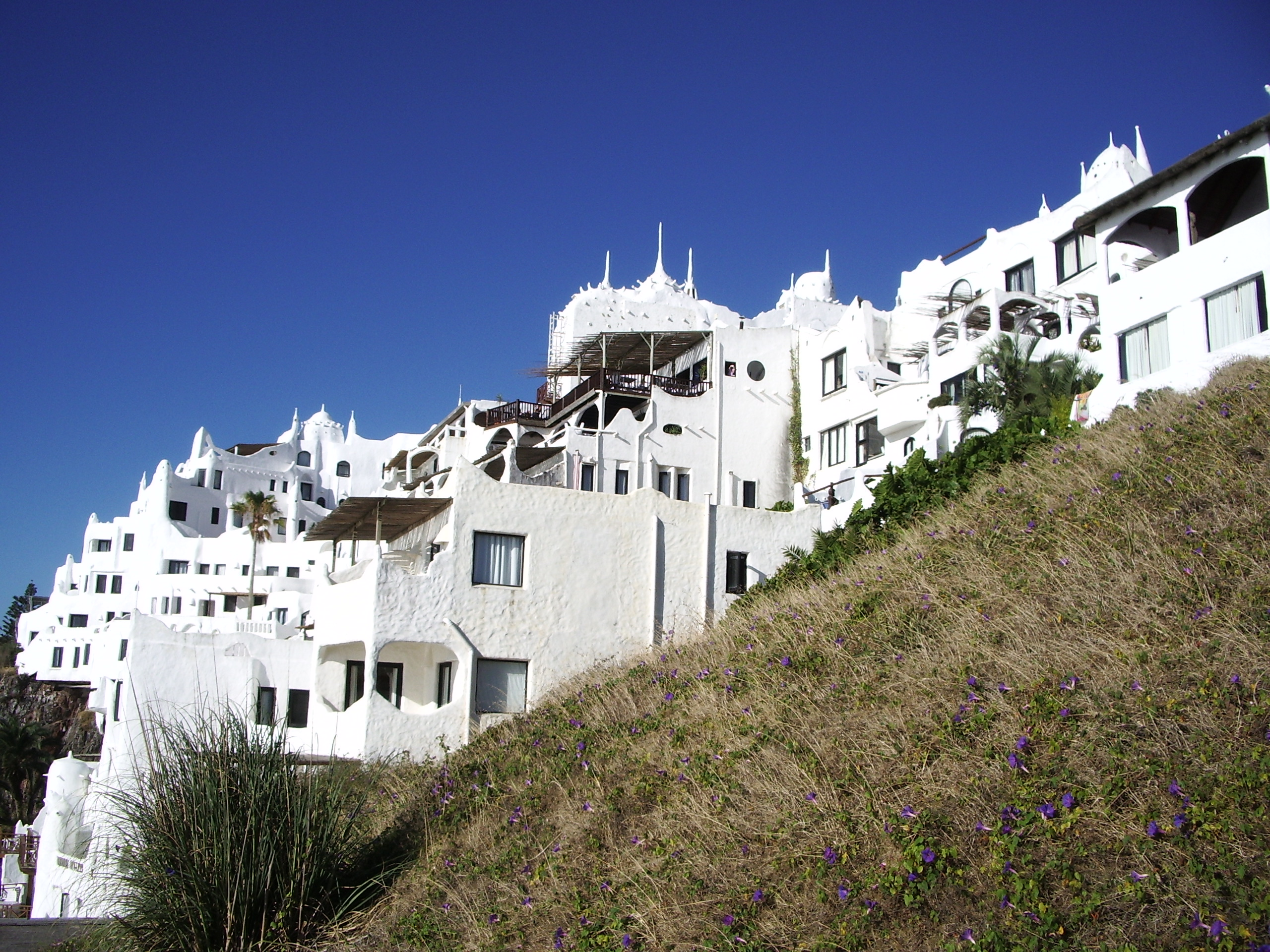
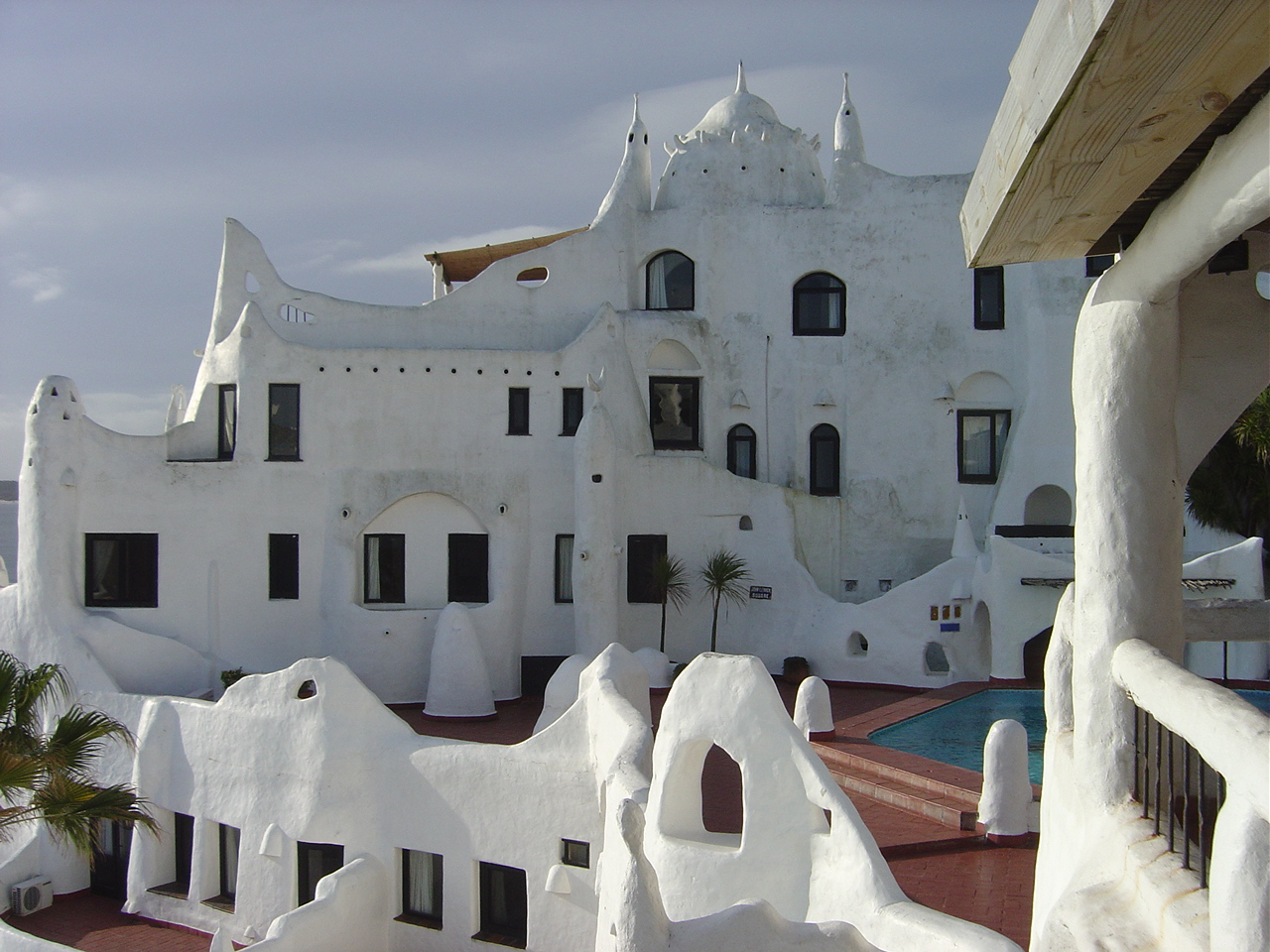
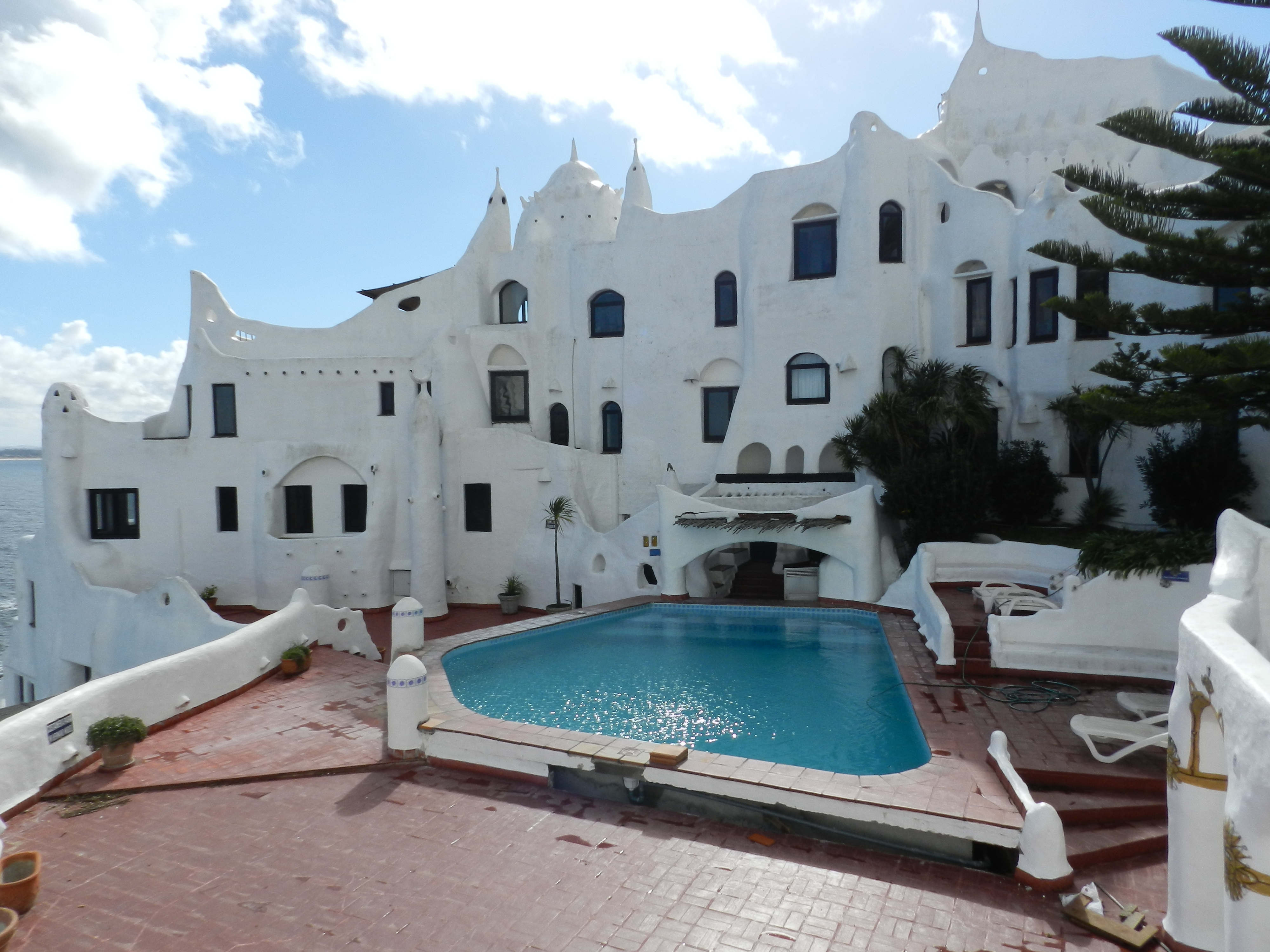
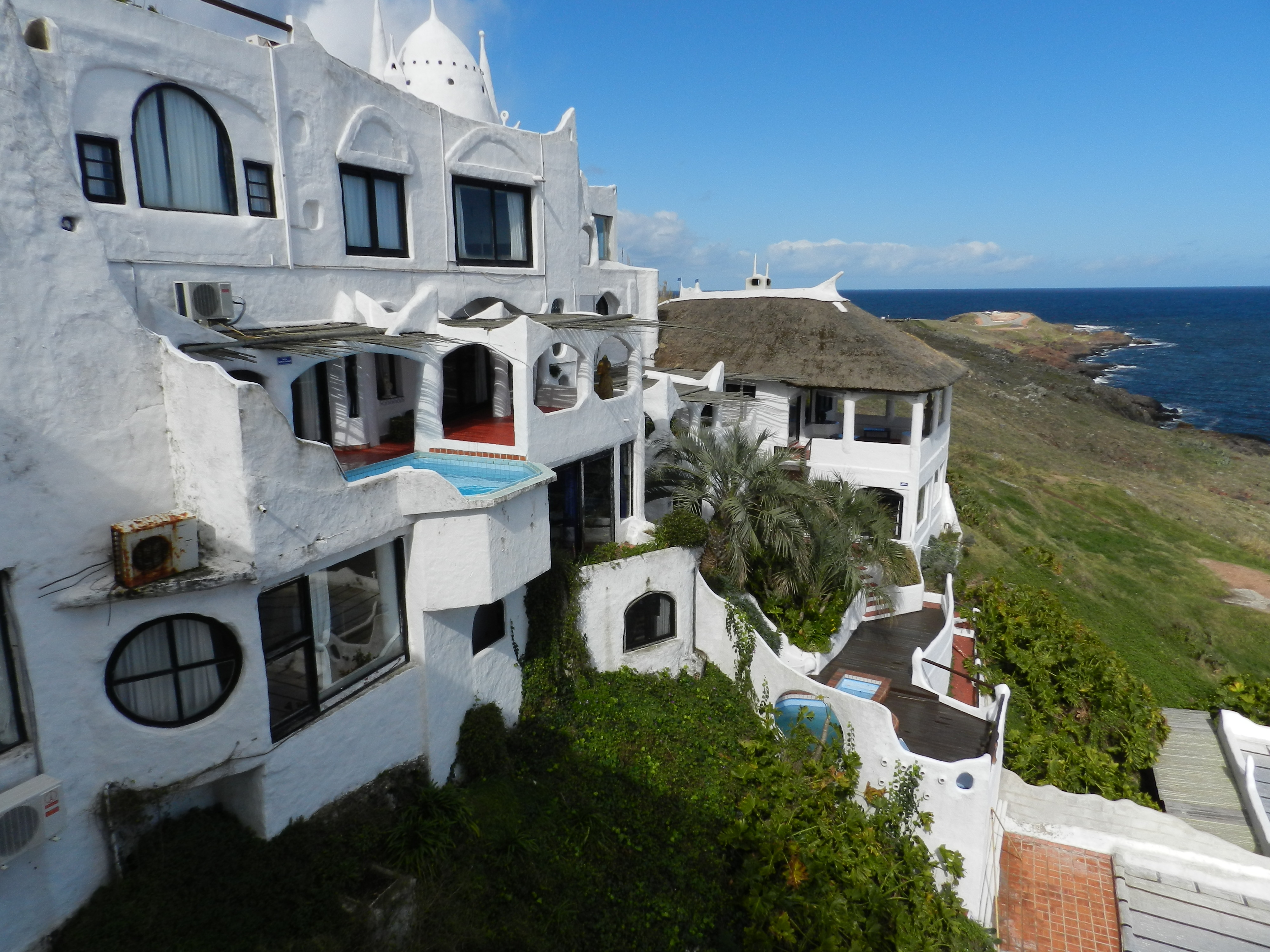